# Pedro de Grecia
El príncipe Pedro de Grecia y Dinamarca (París, 1908 – Londres, 1980), fue hijo del príncipe Jorge de Grecia y de María Bonaparte, princesa Napoleón; era nieto del rey Jorge I de Grecia.

## Biografía
Estudió en el Lycée Janson de Sailly de París. Licenciado en Derecho y Ciencias Políticas por la Universidad de París. Estudió Etnología en Berlín y Londres, especializándose en tibetología.
En pleno proceso psicoanalítico viajó a la India y al Tíbet. En 1939, en Madrás y contra la opinión paterna, se casa con Irina Alexandrovna Ovtchinnikova. Irina, rusa blanca, había huido de San Petersburgo, casándose con el marqués Jean de Mauléon, del que se divorció poco después.
El príncipe Pedro luchó en la Segunda Guerra Mundial a las órdenes del ejército británico.
Las relaciones de Pedro de Grecia con su familia siempre fueron complicadas, especialmente con Federica de Hannover, reina de Grecia. Tras la muerte del rey Pablo I de Grecia, y la subida al trono heleno de Constantino II de Grecia, el príncipe Pedro no aceptó que la princesa Irene de Grecia, hermana menor del nuevo rey, fuese designada princesa heredera (diádocos) por considerarse él con más derechos al ser varón. También manifestó su rechazo a que dos años más tarde, tras el nacimiento de la primogénita del rey Constantino II y de Ana María de Dinamarca, reina de Grecia, fuese la princesa Alexia de Grecia nombrada princesa heredera. 
En los primeros años del reinado de Constantino II, el príncipe Pedro se dedicó a publicar artículos y a dar confencias contra la reina Federica. Al parecer el origen del resentimiento hacia Federica de Grecia radicaba en una frustrada relación sentimental entre ambos durante su juventud.
El príncipe Pedro murió en Londres en 1980 como consecuencia de una hemorragia cerebral. Su esposa, Irina, fallecería en París diez años más tarde. Ambos están enterrados en la finca danesa de Gentofte, propiedad de los herederos del príncipe Valdemar de Dinamarca. Pedro e Irina no tuvieron descendencia.
Durante los funerales del príncipe Pedro celebrados en Londres, su viuda sufrió la total indiferencia de la familia real griega asistente a la ceremonia. El gobierno griego le negó la posibilidad de ser enterrado en el cementerio real de Tatoi y la casa real danesa – a la que también pertenecía el difunto – era reticente a aceptar su entierro en suelo danés por las ideas tan extremistas de Pedro.